# 遠藤敬止
遠藤 敬止（えんどう けいし、1851年1月24日（嘉永3年12月23日） - 明治37年（1904年）6月15日）は、幕末期の武士（会津藩士）、明治期の大蔵官僚、七十七銀行第二代・四代頭取、仙台商工会議所初代会頭。

## 経歴
嘉永4年（1851年）、会津藩士・遠藤清直の長男として江戸に生まれる。幕府の開成所に学んだ後、戊辰戦争、鳥羽・伏見の戦いの際には会津軍として歴戦し、鶴ヶ城の籠城戦に加わりのち敗れて江戸にて謹慎生活を送る。独学で英学を修め、慶應義塾に入って経済学を学ぶ。大蔵省に銀行事務講習所が創設されると、講師として出仕。渋沢栄一に見出されて第一国立銀行勤務後、第七十七国立銀行頭取となり、仙台商業会議所会頭ほか、会津銀行設立や学校の創立など多くの事業を支援。明治23年（1890年）に鶴ヶ城の払下げが決定すると、募金を集めて私財を投げ打って2500円で鶴ヶ城は払下げられ、旧藩主松平家に寄贈した。鶴ヶ城趾保存の恩人として北出丸に顕彰碑が建立され、顕彰会が毎年開催されている。墓所は仙台市充国寺。